# Coronado Apartments
El Coronado Apartments es un edificio de apartamentos ubicado en 3751–73 Second Avenue (en la esquina de Second y Selden) en Midtown Detroit, Míchigan. Fue designado Sitio Histórico del Estado de Míchigan en 1980 y se incluyó en el Registro Nacional de Lugares Históricos en 1982. Es uno de los edificios más significativos del Distrito Histórico Willis-Selden.

## Historia
Fueron construidos en 1894 por George D. Nutt y el estudio de arquitectura William S. Joy & Company. Fue uno de los primeros edificios de apartamentos en Detroit construido para ciudadanos ricos de clase media en un momento en que la vida en apartamentos se estaba volviendo socialmente aceptable.
El Coronado estuvo de moda de moda hasta la década de 1930, cuando la disminución de la demanda de apartamentos grandes y el aumento de la demanda de unidades más pequeñas llevaron a sus propietarios a subdividir los apartamentos. No se realizaron más renovaciones hasta 1982, cuando los propietarios iniciaron un proyecto de restauración y remodelación.

## Arquitectura
El Coronado es un edificio de apartamentos neorrománico de cuatro pisos construido sobre un sótano alto Está construido con ladrillo amarillo y piedra arenisca rústica con un techo plano y elevaciones de diseño arquitectónico en los lados de las avenidas Second y Selden. 
La fachada de la Segunda Avenida es principalmente simétrica, con tres entradas y logias abiertas en los pisos sobre cada una. La fachada está terminada en el extremo sur por un ventanal curvo y en la esquina norte (Selden) por una torreta redonda.
Está dividido horizontalmente, con piedra arenisca rústica formando las paredes exteriores hasta el segundo piso y ladrillo amarillo arriba. Lo coronan una amplia cornisa y un amplio friso de ladrillo con paneles, perforado con orificios de ventilación.